# La Florida, La Independencia
La Florida är en ort i Mexiko.   Den ligger i kommunen La Independencia och delstaten Chiapas, i den sydöstra delen av landet, 900 km öster om huvudstaden Mexico City. La Florida ligger 895 meter över havet och antalet invånare är 175.
Terrängen runt La Florida är lite bergig. Runt La Florida är det ganska tätbefolkat, med 54 invånare per kvadratkilometer. Närmaste större samhälle är San Isidro el Zapotal, 2,7 km väster om La Florida. I omgivningarna runt La Florida växer huvudsakligen savannskog.